# Liste der denkmalgeschützten Objekte in Badersdorf
Die Liste der denkmalgeschützten Objekte in Badersdorf enthält die 7 denkmalgeschützten, unbeweglichen Objekte der Gemeinde Badersdorf.

## Denkmäler
| Foto |                 | Denkmal                                                              | Standort                                          | Beschreibung | Metadaten |
| ---- | --------------- | -------------------------------------------------------------------- | ------------------------------------------------- | --- | --- |
| ja   | Datei hochladen | Bauernhof HERIS-ID: 11925 Objekt-ID: 8054seit 2013                   | Obere Dorfstraße 2 Standort KG: Badersdorf        | | BDA-Hist.: Q38117101 Status: Bescheid Stand der BDA-Liste: 2025-06-30 Name: Bauernhof GstNr.: 239                                                           |
| ja   | Datei hochladen | Bauernhof HERIS-ID: 11924 Objekt-ID: 8053seit 2013                   | Obere Dorfstraße 4 Standort KG: Badersdorf        | | BDA-Hist.: Q38117058 Status: Bescheid Stand der BDA-Liste: 2025-06-30 Name: Bauernhof GstNr.: 236                                                           |
| ja   | Datei hochladen | Ehem. Schule HERIS-ID: 11958 Objekt-ID: 8090seit 2013                | Eisenbergerstraße 18 Standort KG: Badersdorf      | | BDA-Hist.: Q38117877 Status: Bescheid Stand der BDA-Liste: 2025-06-30 Name: Ehem. Schule GstNr.: 179                                                        |
| ja   | Datei hochladen | Bauernhaus HERIS-ID: 11926 Objekt-ID: 8055seit 2013                  | Eisenbergerstraße 20 Standort KG: Badersdorf      | | BDA-Hist.: Q38117136 Status: Bescheid Stand der BDA-Liste: 2025-06-30 Name: Bauernhaus GstNr.: 176                                                          |
| ja   | Datei hochladen | Ehem. Pfarrhof HERIS-ID: 111865 Objekt-ID: 129879seit 2013           | Kirchengasse 6 Standort KG: Badersdorf            | | BDA-Hist.: Q37827174 Status: Bescheid Stand der BDA-Liste: 2025-06-30 Name: Ehem. Pfarrhof GstNr.: 182                                                      |
| ja   | Datei hochladen | Kath. Filialkirche Zur Kreuzerhöhung HERIS-ID: 11921 Objekt-ID: 8050 | Kirchengasse 12 Standort KG: Badersdorf           | 1852 von Johann Brenner erbaut, spätklassizistisch mit eingezogenem, eckig geschlossenen Chor, eingebundener westlicher Fassadenturm mit Zwiebelhelm | BDA-Hist.: Q38116905 Status: Bescheid Stand der BDA-Liste: 2025-06-30 Name: Kath. Filialkirche Zur Kreuzerhöhung GstNr.: 180 Holy Cross Church (Badersdorf) |
| ja   | Datei hochladen | Kriegerdenkmal HERIS-ID: 11922 Objekt-ID: 8051                       | Eisenbergerstraße 18, bei Standort KG: Badersdorf | | BDA-Hist.: Q38116952 Status: Bescheid Stand der BDA-Liste: 2025-06-30 Name: Kriegerdenkmal GstNr.: 20/2 Kriegerdenkmal (Badersdorf)                         |